# Menura alberti
L'uccello lira minore o settentrionale od uccello lira del Principe Alberto (Menura alberti Bonaparte, 1850) è un uccello passeriforme della famiglia dei Menuridi.
Il suo nome scientifico (nonché uno dei suoi nomi comuni) è stato scelto in onore del principe Alberto di Sassonia-Coburgo-Gotha, consorte della regina Vittoria.

## Distribuzione
La specie ha un areale estremamente limitato, in quanto vive in una ristretta zona nell'estremo sud-est dello stato del Queensland, in Australia, dove il suo habitat è costituito dalle aree di foresta subtropicale.

## Descrizione

### Dimensioni
Il corpo misura circa 40 cm, cui si sommano fino a 50 cm di coda nel maschio e 40 nella femmina: il peso sfiora il chilogrammo in ambo i sessi, tuttavia non supera mai tale limite.

### Aspetto
Somiglia ad una versione più piccola e meno colorata della congenere Menura novaehollandiae: la coda, infatti, è strutturata in maniera simile, ma manca la vivace colorazione delle timoniere esterne del maschio, che sono uniformemente brune sulla facciata superiore e grigie su quella inferiore, mentre la coda della femmina è squadrata e (sebbene assai lunga) somigliante a quelle di tutti gli uccelli. Il piumaggio è invece bruno-rossiccio sul corpo, con sfumature aranciate su gola, sottoala e codione, mentre il basso ventre è bianco-grigiastro e le piume del petto sono orlate del medesimo colore: nella femmina il bianco è del tutto assente, sostituito da un pallido color arancio. Il becco è nero, così come le zampe, dotate di forti artigli dritti e lunghi fino a 10 cm, mentre attorno agli occhi è presente un cerchio perioculare di colore grigio-azzurro.

## Biologia
Si tratta di animali schivi e solitari, che si muovono camminando velocemente nel sottobosco più fitto e solo raramente si alzano in volo, risultando piuttosto impacciati. Ambedue i sessi occupano territori definiti che difendono dagli intrusi, anche se in alcuni casi è possibile vederli a coppie.

### Alimentazione
Il cibo consiste in insetti ed altri invertebrati, che l'animale porta allo scoperto razzolando nel terreno: sporadicamente la dieta viene integrata ingerendo anche semi, frutta e bacche.

### Riproduzione
Il periodo degli amori cade verso la fine di maggio: in questo periodo i maschi tengono una porzione del proprio territorio sgombra dalla vegetazione, ponendovi invece rametti e piccoli tranci di liana secchi per esibirvisi ed attrarre le femmine con cui accoppiarsi. La danza di corteggiamento del maschio consiste in un movimento sincopato della testa dall'alto verso il basso e viceversa, tenendo al contempo un rametto in bocca e cantando a squarciagola (anche questa specie è in grado di riprodurre fedelmente suoni di più svariata natura) con la coda ben spiegata e rivolta in avanti. Quando i rametti che il maschio tiene nel becco sono ben secchi, durante questo rituale producono anch'essi un suono che accompagna la sua esibizione canora, e di cui il maschio si serve per ritmarla: in questo senso, l'uccello lira minore è l'unica specie di uccello ad utilizzare strumenti musicali per accompagnare il proprio canto.
Dopo l'accoppiamento, la femmina viene abbandonata dal maschio e cova da sola l'unico uovo deposto: il pulcino nasce dopo una quarantina di giorni di cova ed è in grado di seguire la madre già poco tempo dopo la schiusa.